# Polling (Weilheim-Schongau)
Polling è un comune tedesco di 3 260 abitanti, situato nel land della Baviera.